# Kloster Himmelpforten (Oste)
Das Kloster Himmelpforten im Osteland war von ca. 1250 bis 1629 ein Kloster zuerst der Zisterzienserinnen, ab dem 16. Jahrhundert lutherischer Konventualinnen, in Himmelpforten, Landkreis Stade, in Niedersachsen. Es darf nicht mit dem Kloster Himmelpforten (Ense) in Nordrhein-Westfalen, Kloster Himmelspforten in Würzburg, Kloster Himmelpforten (Harz), noch mit Kloster Himmelpfort in Brandenburg verwechselt werden. „Himmelspforte“ nannte sich auch die Zisterzienserinnenabtei Schweinheim.

## Geschichte
Der Frauenkonvent, dessen lateinischer Name Porta Coeli lautete, wurde Mitte des 13. Jahrhunderts auf dem Westerberg beim stiftbremischen Weiler Rahden nahe Lamstedt gegründet, eine Stätte, die später noch durch die nicht mehr bestehende St. Andreaskapelle markiert war. Der Konvent wurde dem Vorbild von Kloster Uetersen entsprechend, von dem es wohl auch besiedelt worden war, angelegt. Uetersen war eine Stiftung von 1234 durch Heinrich II. von Barmstede, Schwiegervater von Adelheid von Haseldorf.
Da der Zisterzienserorden die Aufnahme der wachsenden Zahl von Frauenkonventen, die nach den Regeln des Ordens lebten, sehr beschränkte und weder die Aufnahme des Klosters in den Orden noch die damit einhergehende Berufung zuständiger Abtväter überliefert sind, war das Kloster Himmelpforten wahrscheinlich offiziell nie Teil des Ordens.
1244 und 1245 hatte das Generalkapitel des Zisterzienserordens bestimmt, dass nur solche Konvente als Nonnenklöster aufgenommen würden, deren zuständiges Kathedralkapitel und zuständiger Bischof Temporalien und Spiritualien der aufzunehmenden Gemeinschaft von ihrer Kontrolle eximierten. Und gerade eine so weit reichende Aufgabe ihrer Souveränität wollten Bremens Domkapitel und Fürsterzbischof dringend vermeiden.
Die wichtigsten Stifter des Klosters, Mitglieder der Familie  Brobergen (auch Broc[k]bergen, 1745 ausgestorben), beabsichtigten, es als Eigenkloster zu etablieren. Die Brobergens aus Brobergen, die in der Gegend allodiale Besitzungen hielten, wünschten das Kloster als eigene Machtbasis außer direkter Kontrolle des fürsterzbischöflichen Landesherrn, worin sie sich mit ihren Verwandten, dem um 1190 erstmals erwähnten Ministerialen Friedrich dem Älteren von Haseldorf und dem Kleriker Friedrich dem Jüngeren von Haseldorf, einig waren. 1250, im Jahr seines Eintritts in den Klerus, stiftete der erbenlose Friedrich der Jüngere allodiale Besitzungen seiner Familie auf der Lamstedter Geest und in den Ostemarschen dem Kloster, seine Familie erlosch in den 1280er Jahren im Mannesstamm.
Allerdings vermochten die Brobergens und Haseldorfs sich mit ihrer Absicht letztlich nicht durchzusetzen. In diesem Zusammenhang spielte eine Rolle, dass das Erzbistum Bremen-Hamburg den Metropolitananspruch der fusionierten Erzdiözese Hamburg über die neuen baltischen Diözesen aufrechterhielt. Deren Bischöfe, wie ab 1255 auch Friedrich der Jüngere von Haseldorf als Oberhirte eines zu gründenden Bistums von Karelien, stammten oft aus dem Erzstift Bremen und strebten eine baltische Kirchenprovinz an, womit sie 1253/1255 mit Rigas Erhebung zum Erzbistum reüssierten, dem auch das Bistum Dorpat als Suffragan unterstand, das Friedrich der Jüngere 1268 tatsächlich erhielt.
Sein persönliches Erbe vermachte Friedrich der Jüngere dem Kloster Porta Coeli, wohin es verschifft wurde. Fürst Wizlaw II. von Rügen ließ es mit Beschlag belegen und hielt es 1290 in Stralsund zurück. Die Himmelpfortener Äbtissin beanspruchte es, wie auch Truchsess Markwart, zweiter Gemahl oder Sohn Adelheid von Barmstedes, Schwester Friedrichs des Jüngeren. Die Verzichtserklärung der Äbtissin vom 17. März 1291 trägt die älteste erhaltene Version des Klostersiegels, die die Gemeinde Himmelpforten seit 1955 offiziell als Wappen nutzt.
Das die säkulare Herrschaft im Erzstift ausübende Domkapitel in Bremen, angeführt von Dompropst Gerhard zur Lippe (um 1240–1259), Protégé seines Großonkels Fürsterzbischof Gerhard II. zur Lippe, sowie des letzteren Neffe und ab 1251 als sein Stellvertreter amtierende Koadjutor Simon zur Lippe, rangen darum, alle rivalisierenden Herren im Erzstift unter landesherrliche Kontrolle zu bringen. So ordneten sie das Kloster und seine Temporalien stiftischer Herrschaft unter.
Diese Unterordnung des Klosters unter landesherrliche Kontrolle manifestiert sich in der Verlegung seines Sitzes nach Eulsete (heute Himmelpforten), einem Ort – nach Ansicht Bernd Ulrich Huckers – in strategischer Lage am Rande zu Kehdingen, von wo man die dort sich weitgehend selbst verwaltenden Marschenbauern beobachten konnte und zu überwachen hoffte, deren innere Autonomie Kapitel und Fürsterzbischof als rivalisierend zur Landesherrschaft wahrnahmen. Adolf E. Hofmeister hält Hucker entgegen, dass damals kaum absehbar war, wie das Kehdinger Moor zwischen Himmelpforten und dem Kehdinger Siedlungskern in der Marsch je für landesherrliche Einsätze passierbar sein würde, um die Unterwerfung der Republiken bildenden freien Bauern im Erzstift, wie die der Stedinger im Kreuzzug durch Fürsterzbischof Gerhard II., voranzubringen.
Verlegung und landesherrliche Unterordnung des Klosters und seiner Temporalien dokumentiert eine Urkunde des Domkapitels. Die Urkunde vom 1. Mai 1255 ermächtigte Albertus, den Propst des Klosters, dessen Besitzungen in Anbetracht deren allodialen Status ohne fürsterzbischöflichen Lehnsvorbehalt zu verwalten, vermerkt die Zustiftung des Eulsete benachbarten Dorfes Großenwörden ans Kloster durch Friedrich den Jüngeren von Haseldorf, der dann als Domherr ins Hamburger Kapitel eintrat, das seit der Fusion der Diözesen Hamburg und Bremen dem Bremer Kapitel nachgeordnet war. Die Urkunde machte aber auch klar, dass das Kloster alle Besitzungen, ganz gleich von welcher Seite gestiftet, allein Kraft des Schutzes des Domkapitels halte, jede etwaige Exemtion von stiftischer Landesherrschaft ausschließend.
Eulsete (plattdeutsch: Eylsede, etymologisch als [Wohn-]Sitz eines Eylos/Eilhards gedeutet) nahm im Laufe der Zeit die plattdeutsche Übersetzung des lateinischen Klosternamens, Klooster to der Himilporten oder jünger tor Hemmelporten, an, der in hochdeutscher Lautung später amtlich wurde.
Da sich nur wenige vom Kloster ausgestellte Urkunden erhalten haben, sind kaum gesicherte Aussagen möglich. Es sind keine Nonnen oder Konventualinnen aus dem Stande der Gemeinen überliefert, aber Angehörige folgender Familien sind belegt: Brobergen, von der Brock, von Campe, von der Decken, Drew(e)s, von Gruben, von Hadeln, Haken, von der Hude, von Issendorff, von der Kuhla, von der Lieth, Marschalck, Plate, von Reimershausen, Rönne, Voss, und von Weyhe.
Der regierende bremische Fürsterzbischof Christoph der Verschwender entzog dem Nonnenkloster 1541 für drei Jahre seine Einkünfte aus Zahlungen und Abgaben, um damit einen Gläubiger, seinen Kanzleisekretär Steffen vom Stein, zu befriedigen. Während der hoch verschuldete Christoph der Verschwender stiftbremische Güter und Einkünfte verschleuderte, traten weite Teile der stiftsässigen Bevölkerung zur Reformation über. Die Stiftsstände erreichten zeitweise seine Amtsenthebung.
Die Nonnen bzw. Novizinnen, die meist aus stiftbremischen Adels- und Ministerialenfamilien stammten, wechselten mit ihren Familien zur Augsburgischen Konfession, wodurch sich das Kloster zu einem lutherischen Fräuleinstift wandelte. 1550/1555 berief der Propst des Klosters den ersten lutherischen Pastor an eine der im Rahmen des ius nominandi des Klosters zu besetzenden Kirchen, nämlich an die St. Petrikirche in Horst (Oste). Da es das Recht der Nonnen war, ihren Propst selber zu wählen, wird davon ausgegangen, dass diese Nominierung nicht gegen ihren Willen erfolgte, sie also mehrheitlich die Konfession gewechselt hatten.

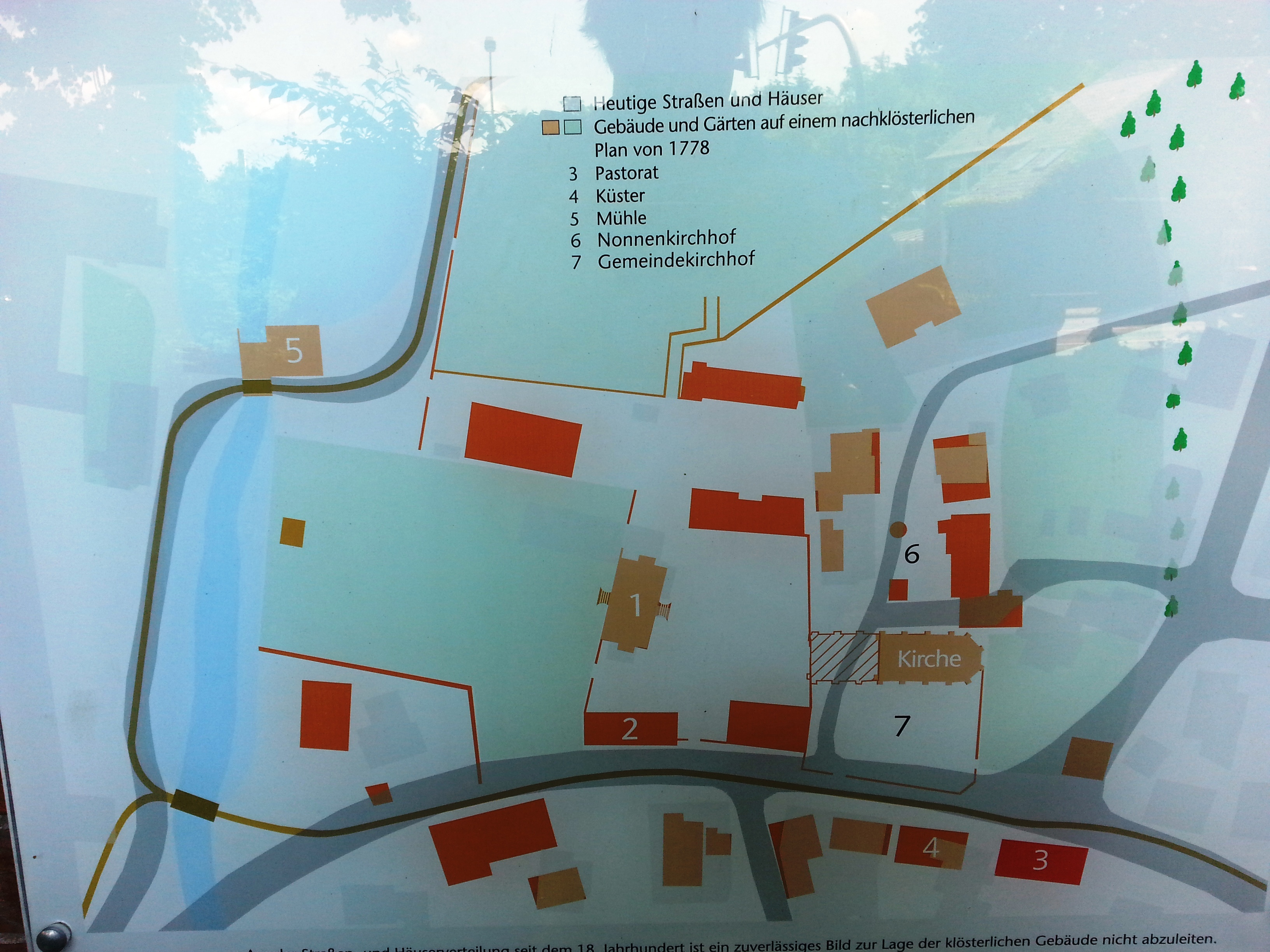
Ehemaliger Klosterbezirk um die Kirche, mit (1) Amtshaus, (2) Amtsschreiberhaus, (3) Pastorat, (4) Küsterei, (5) Wassermühle, (6) Nonnenkirchhof und (7) Gemeindekirchhof (Bauten von 1788 überlagern heutige Strukturen)

1556 berief der Propst den ersten lutherischen Pastor an die Klosterkirche Himmelpforten, also an die Kirche der Nonnen selbst. Das Kloster blieb seinen Bewohnerinnen, den Konventualinnen, als Konvent erhalten, denn ihre Verwandten erklärten: „… Adeliche […] Clöster … [wehren] von den … Vorfahren dazu vornemblich gewidtmet, gestiftet und mit gütern dotiret […], damit ihre nach Kommen …, die zu heirathen keine Lust hatten oder dazu unbequem wehren, darinnen aufgenommen und erhalten werden könnten …“.
Nach der ligistischen Eroberung und Besetzung des Erzstifts Bremen 1626–1628 im Zuge des Dreißigjährigen Krieges versammelten Jacob Brummer und Wilhelm Schröder, Subdelegierte der kaiserlichen Restitutionskommission, am 23. November / 3. Dezember 1629J.K./G.K. die Konventualinnen unter Priorin Gerdruth von Campe im Chor der Klosterkirche und verkündeten ihnen, dass das Kloster Himmelpforten mit all seinen Besitzungen zu Gunsten der Jesuiten eingezogen sei. Das wertvolle mittelalterliche liturgische Gerät des Klosters eignete sich 1629 Vater Matthias Kalkhoven für seinen Orden an und verschwand mit ihm und den anderen Jesuiten 1632 außer Landes.
Jeder Konventualin, die bis Weihnachten zum Katholizismus überträte, wurde eine Fortsetzung der lebenslangen Versorgung zugesagt, alle anderen würden nach Ostern 1630 obdach- und mittellos sein. Da keine der Konventualinnen übertrat, wurden sie alle – nachdem Propst Franz Marschalck mit Verweis auf ihre jeweils mit eingebrachten Güter mehrfach vergebens für sie interveniert hatte – am 27. JuliJ.K./ 6. AugustG.K. 1630 ohne Regelung ihrer weiteren Versorgung aus dem Kloster verwiesen. Damit war der Konvent aufgelöst, die Klostersassen mussten drei Tage später der Societas Jesu als ihrem neuen Grundherrn huldigen.
Nach der Befreiung des Erzstifts Bremen 1632 durch stiftbremische, stadtbremische und schwedische Kräfte traten der fürstbischöfliche Administrator Johann Friedrich, das bremische Domkapitel und die Stiftsstände wieder die Herrschaft im Erzstift an. Johann Friedrich verlangte alle Klosterbesitzungen zur Finanzierung des fortgesetzten Krieges zu Gunsten der Stiftskasse einzuziehen, jedoch am 28. Mai 1633J.K. genehmigten die Stände in Basdahl nur die Verwendung der Klostereinnahmen für den Krieg bis zu dessen Ende. Priorin Campe und einige Konventualinnen zogen 1634 zurück in die Konventsgebäude.
Nachdem das Erzstift Bremen und das Hochstift Verden 1647 Schweden zugesprochen worden waren, belehnte Königin Christina von Schweden viele hochrangige Veteranen mit Lehen im vereinten Bremen-Verden, so auch mit den Besitzungen des Klosters Himmelpforten. Der belehnte Gustaf Adolf Lewenhaupt fand am 21. Mai 1650J.K. die zwölf Konventualinnen ab, nicht jedoch die 14 Anwärterinnen. Damit war der Konvent endgültig aufgelöst. Am 30. Juli 1651J.K. wurde Lewenhaupt ins Lehen eingewiesen. Die letzten drei Konventualinnen verließen die Konventsgebäude 1676, nachdem stiftmünstersche Truppen während des Bremen-Verdener Feldzugs elf Wochen in Himmelpforten gelagert und aus dem Land gelebt hatten.

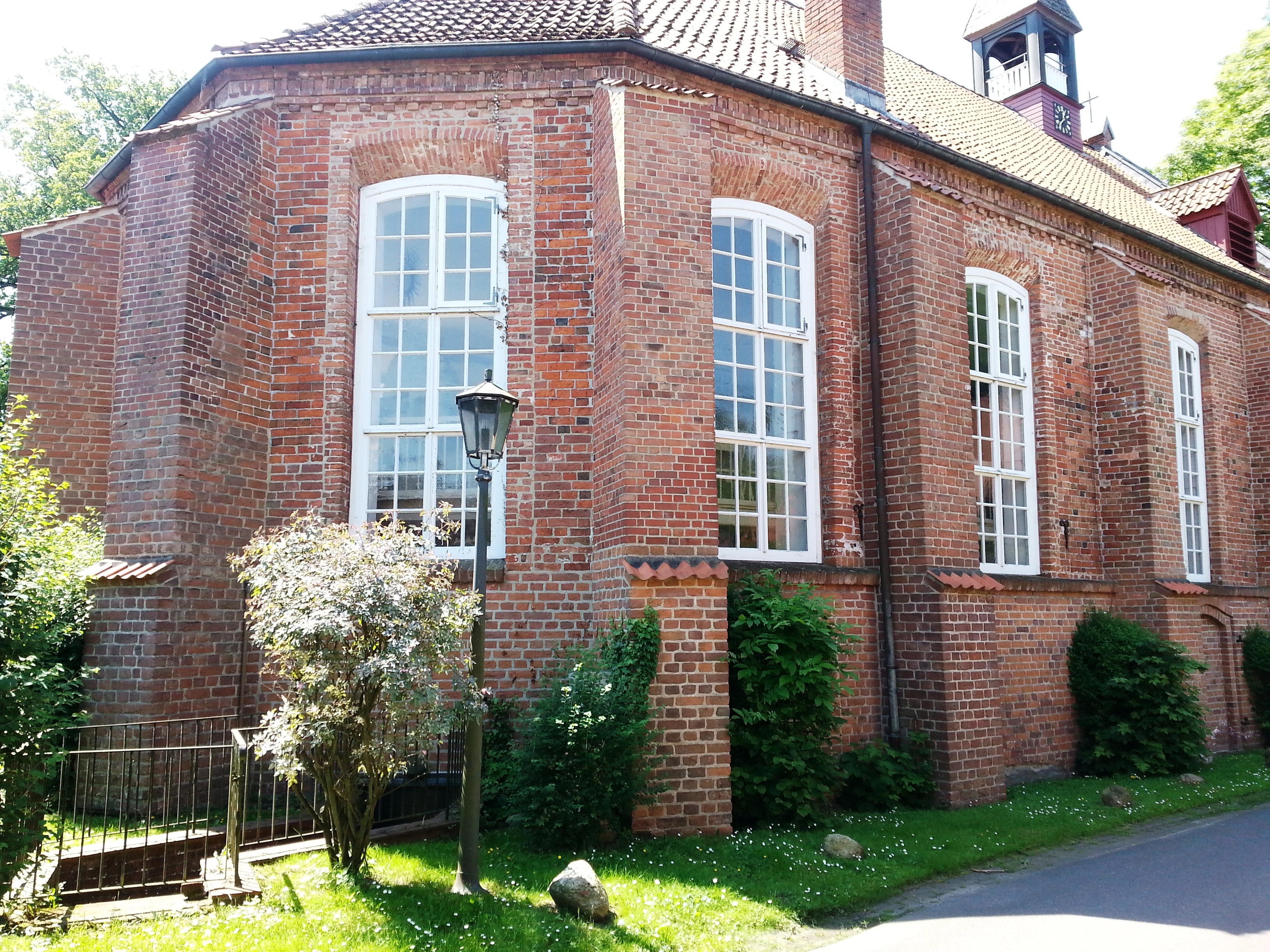
Die nördliche Choraußenwand der St. Marienkirche ist das letzte erhaltene Gemäuer des Klosters

Die ehemalige Klosterkirche wurde 1737 bis auf ein Stück Gemäuer am nördlichen Chor abgetragen, das 1738 in den schmäleren und etwa nur halb so langen Neubau der heute bestehenden evangelisch-lutherischen St. Marienkirche integriert wurde. Gut sichtbar sind die einst größeren Fensteröffnungen in dem erhaltenen Mauersegment aus der Klosterzeit verkleinert worden, um 1738 am ganzen Bau Fenster des kleineren Formats des Neubaus einzusetzen. Von den Klostergebäuden sind keine Reste vorhanden.

## Amt Himmelpforten
Der Patrimonialgerichtsbezirk des Klosters umfasste die Kirchspiele Großenwörden, Himmelpforten und Horst an der Oste. Dieser Bezirk blieb unter der Bezeichnung Amt Himmelpforten im Wesentlichen bestehen. Der letzte Klosterschreiber amtierte 1658 bis 1663 als erster Verwalter des Amts. Seine Nachfolger bis 1867 trugen die Amtsbezeichnung Amtmann, dann bis 1885 Amtshauptmann.
1712 wurde die Börde Oldendorf ins Amt Himmelpforten eingegliedert. Am 1. September 1810 gliederte das kurzlebige Westphalen das Amt in den Kanton Stade und Himmelpforten um, doch schon am 1. Januar 1811, während der Annexion an Frankreich, wurde der Kanton Himmelpforten errichtet. 1813 wurde der Zustand von 1809 wiederhergestellt. Bei Umwandlung der hannoverschen Provinz Bremen-Verden 1823 in die Landdrostei Stade blieb das Amt bestehen. 1850 kam das Gebiet des Gerichts Hechthausen ans Amt Himmelpforten.
Im Zuge der hannoverschen Großen Justizreform wurden zum 1. Oktober 1852 die Ämtergrenzen revidiert und Großenwörden, Neuland an der Oste und Neulandermoor wechselten ins Amt Osten. Die gerichtlichen Kompetenzen des Amtes Himmelpforten gingen dabei im Zuge der Trennung von Verwaltung und Justiz ans neue Amtsgericht Himmelpforten über. Zum 22. Juni 1859 gab das Amt Himmelpforten alle Gebiete westlich der Oste (v. a. das ehem. Gericht Hechthausen) ans Amt Osten ab und bekam das Amt Stade hinzu. 1885 verschmolz das Amt Himmelpforten, mit Ausnahme von Elm an der Oste (das an den Kreis Bremervörde kam), dann mit der Stadt Stade und dem Amt Harsefeld zum neuen Kreis Stade. Die heutige Samtgemeinde Oldendorf-Himmelpforten umfasst weite Teile des einstigen Amtes Himmelpforten mit dem Gebietsstand zwischen 1712 und 1859.